# Tondabayashi jinaimachi
Tondabayashi jinaimachi (富田林寺内町) est un quartier construit autour d'un temple (jinaimachi) dans la ville de Tondabayashi (préfecture d'Osaka), au Japon. Le quartier conserve des pâtés de maisons de la l'époque Sengoku ainsi que des machiya (résidences urbaines traditionnelles en bois) construites à partir du milieu de l'époque d'Edo .

## Géographie
Tondabayashi jinaimachi est situé au centre de la ville sur une terrasse fluviale sur la rive gauche de la rivière Ishi. La majeure partie de la vieille ville relève de la juridiction de Tondabayashi-cho (富田林町); le reste de la zone est à Hon-machi (本町).
Le quartier a une superficie de 12,9 hectares. Il a une forme ellipsoïdale, mesurant 400 m d'est en ouest et 350 m du nord au sud. Le tracé du quartier constitue un plan en grille, composé de six rues dans une direction nord-sud et de sept rues dans une direction est-ouest. Il y a 25 pâtés de maisons quadrilatéraux au centre et 16 pâtés de maisons irréguliers en périphérie.
L'altitude relative est d'environ 10 m par rapport à la rivière. Une terrasse naturelle a été consolidée (土居, doi -moi) avec des bosquets de bambous à l'est, au sud et à l'ouest de la ville, et des douves creusées (堀割, horiwari) à l'extrémité nord.

## Histoire
Vers 1558 (Eiroku 1), le temple Kosho-ji obtient un terrain inoccupé de Tonda (富田). Il coopère avec huit chefs (八人衆) pour construire un temple annexe, des pâtés de maisons, des résidences et des champs secs.
À l'époque Sengoku, le temple annexe du Kosho-ji (興正寺別院) et le jinaimachi se voient accorder des privilèges et immunités par les autorités. Les habitants de la ville se gouvernent de manière autonome sous l'autorité religieuse du temple Kosho-ji.
Au cours de la période Edo, alors que la ville perd ses privilèges et immunités, elle se développe sous le nom de zaigoumachi (在郷町, ville marchande à la campagne). De nombreuses personnes viennent des villages environnants et la ville prospère avec des marchands offrant du bois, du coton, de l'huile de colza et du saké.
Après la restauration de Meiji, la ville continue à prospérer en tant que centre politique et commercial du sud de la province de Kawachi. À partir de la fin de la période Meiji, la ville décline en raison de l'ouverture du chemin de fer, de la réforme agraire et de la motorisation. En conséquence, elle est exclue du développement d'après-guerre.

## Galerie

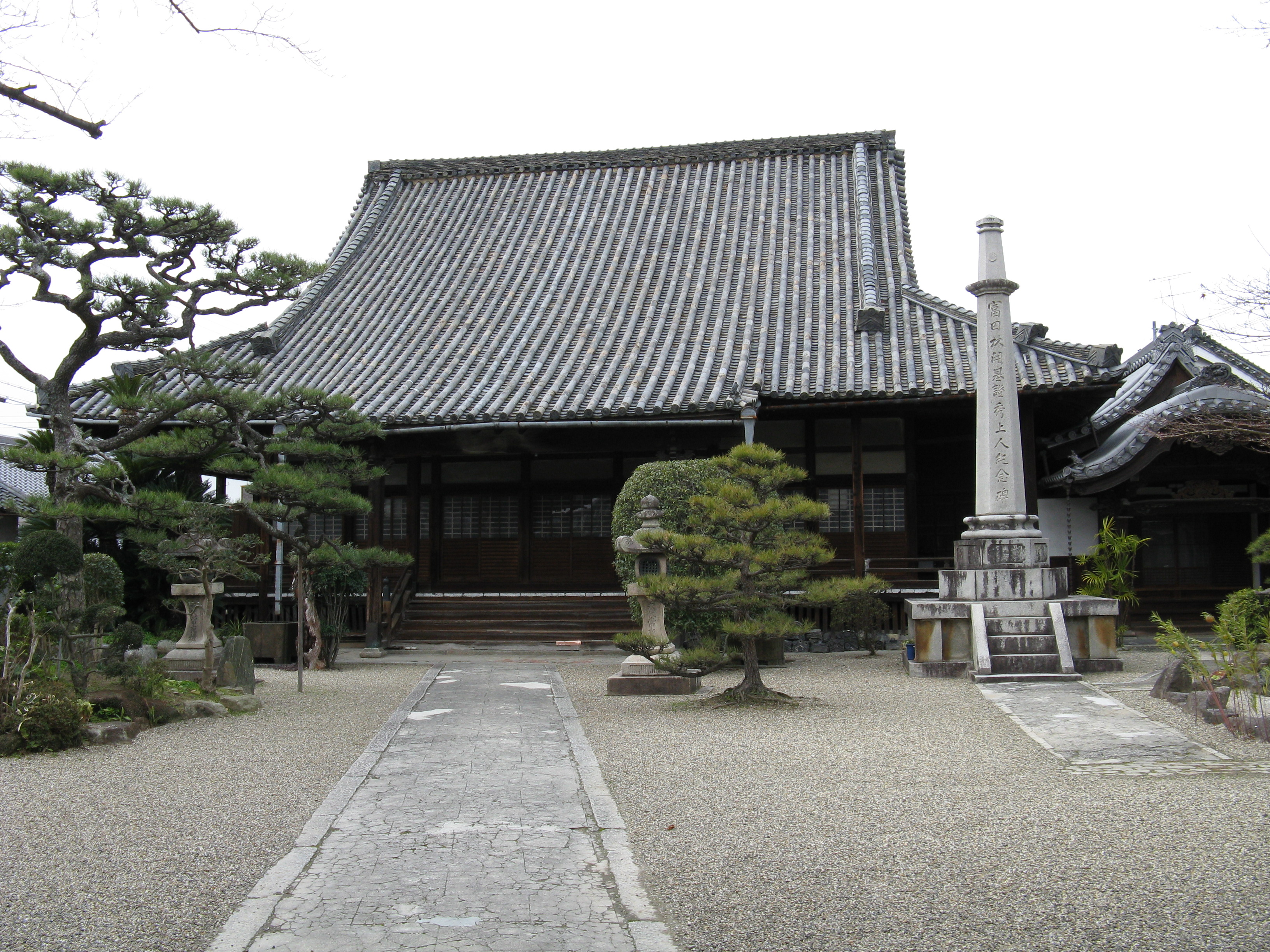
Kosho-ji betsuin.
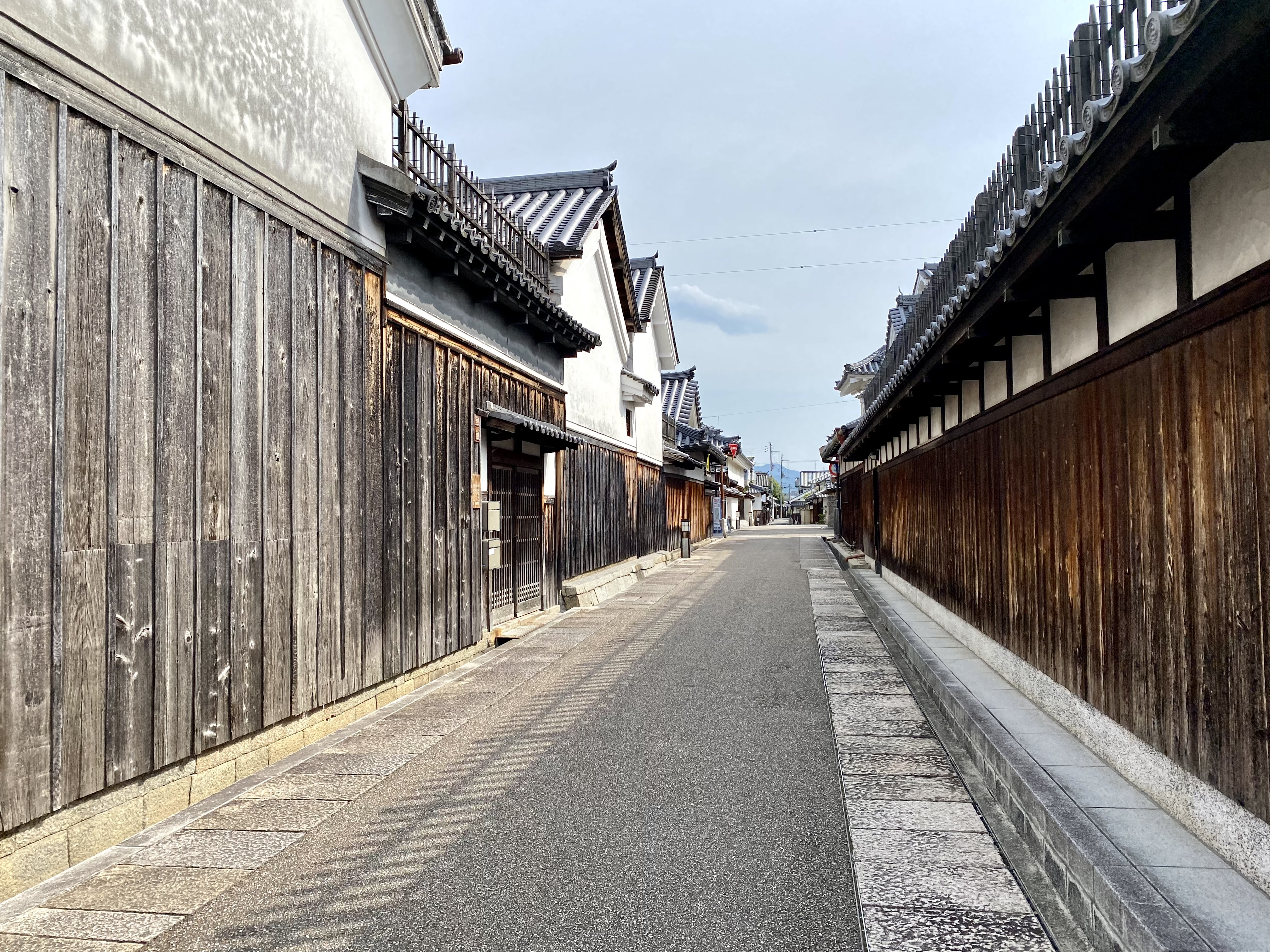
Terauchi-cho.
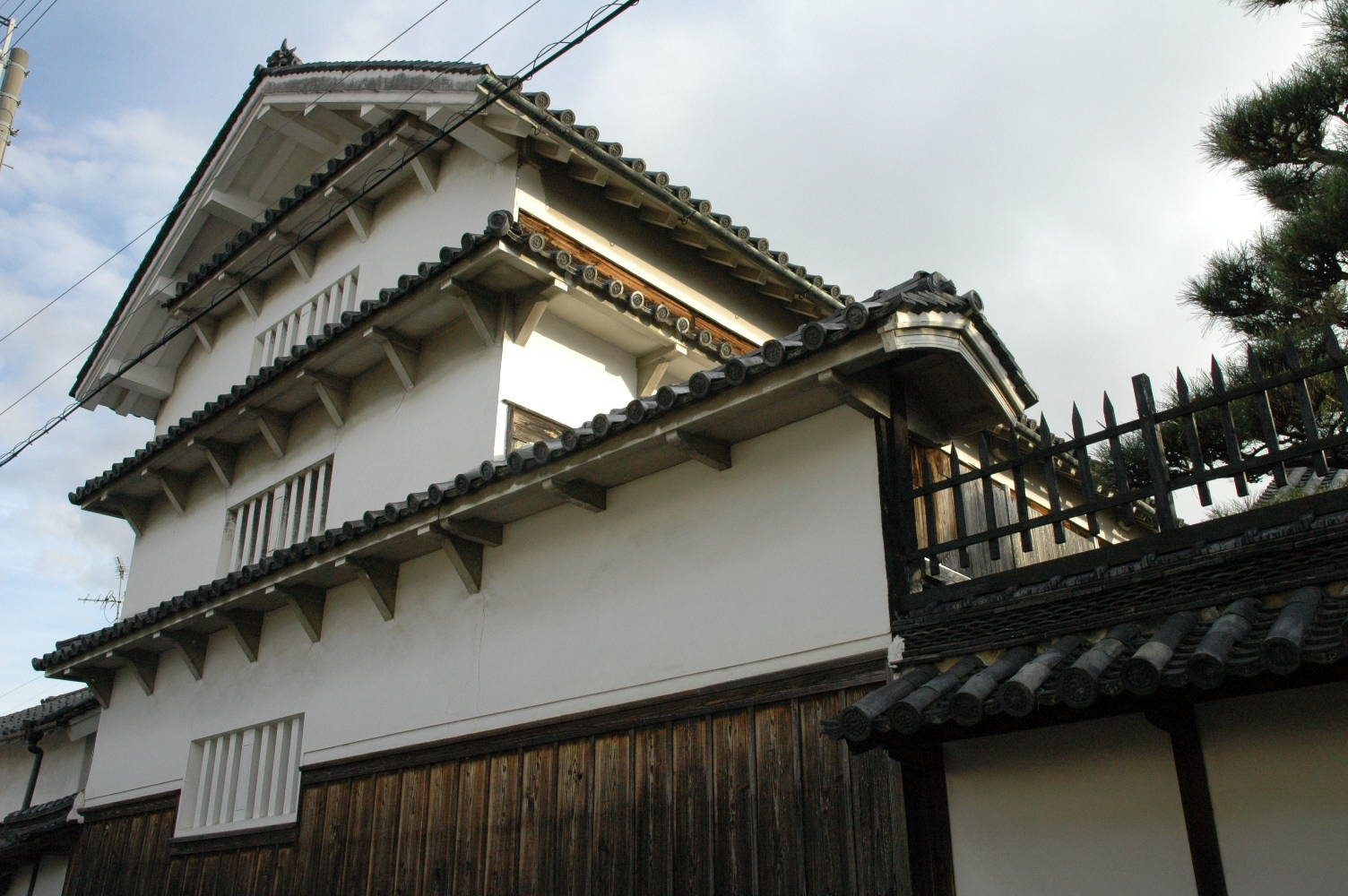
Maison traditionnelle.